# Jean-François Lafontaine
Jean-François Lafontaine of de Lafontaine (Biesmerée, 30 oktober 1763 - Luik, 19 december 1861) was een Oostenrijks diplomaat en Belgisch edelman.

## Levensloop
Jean-François Lafontaine was een zoon van Jean-François-Michel Lafontaine en van Anne-Matrie Haquenne. Hij trouwde in Wenen in 1804 met Joséphine Renard (Luik, 1778-1837).
Het is waarschijnlijk dat de revoluties hem naar Oostenrijk deden uitwijken, waar hij niet alleen trouwde, maar ook diplomaat in Oostenrijkse dienst werd. Onder het Verenigd Koninkrijk der Nederlanden keerde hij terug en werd lid van de Provinciale Staten van Luik. Hij werd afdelingshoofd in het ministerie van Oorlog en arrondissementscommissaris voor Borgworm.
In 1842 werd hij door koning en groothertog Willem II der Nederlanden opgenomen in de adel van het groothertogdom Luxemburg, met de titel baron. In 1851 werd hij aanvaard om toe te treden tot de Belgische erfelijke adel, met dezelfde titel, overdraagbaar bij eerstgeboorte.
- De enige zoon, Eugène Lafontaine (Brussel, 1816 - Borgworm, 1900) kreeg in 1871 uitbreiding van zijn baronstitel tot alle mannelijke afstammelingen. Hij trouwde met Marie-Thérèse Frérard (1812-1899).
  - Léonce de la Fontaine (Luik, 1846 - Spa, 2 juni 1918) was erekanunnik van de Luikse kathedraal en pastoor-deken van Spa.
  - Marcel de la Fontaine (Borgworm, 1851-1925), burgerlijk ingenieur, trouwde in 1880 met Laure Laoureux (1858-1907). Het echtpaar had twee dochters. Hiermee doofde de adellijke familie de la Fontaine uit.